# Ганнівка (Височанський старостинський округ)
Га́ннівка — село Бородінської селищної громади, у Болградському районі Одеської області України. Населення становить 254 особи.

## Історія
12 червня 2020 року, відповідно до Розпорядження Кабінету Міністрів України від № 724-р «Про визначення адміністративних центрів та затвердження територій територіальних громад Одеської області», увійшло до складу Бородінської селищної територіальної громади.
19 липня 2020 року, в результаті адміністративно-територіальної реформи і ліквідації Тарутинського району, село увійшло до складу новоутвореного Болградського району.

## Населення
Згідно з переписом УРСР 1989 року чисельність наявного населення села становила 204 особи, з яких 96 чоловіків та 108 жінок.
За переписом населення України 2001 року в селі мешкали 254 особи.

### Мова
Розподіл населення за рідною мовою за даними перепису 2001 року:
| Мова       | Відсоток |
| ---------- | -------- |
| українська | 96,85 %  |
| російська  | 2,76 %   |
| молдовська | 0,39 %   |